# Holmy Pjatnistye
Die Holmy Pjatnistye (englische Transkription von russisch Холмы Пятнистые Cholmy Pjatnistyje, deutsch ‚Verschmutzte Hügel‘) sind ein Hügel an der Küste des ostantarktischen Königin-Marie-Lands. Er ragt in den Obruchev Hills auf.
Russische Wissenschaftler benannten ihn.